# My Fair Lady

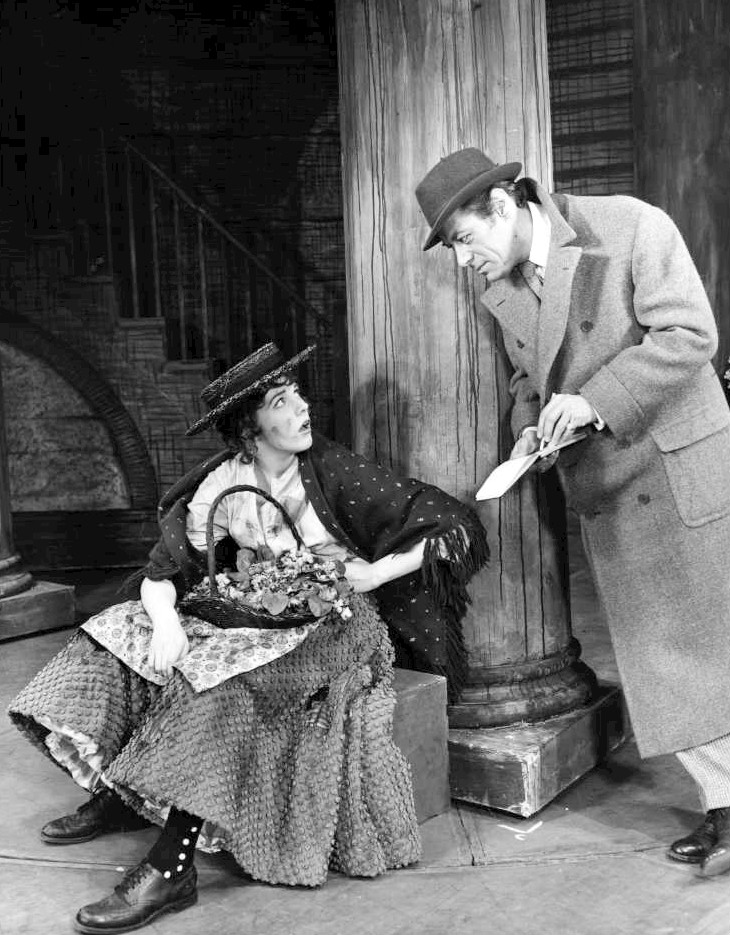
Julie Andrews och Rex Harrison i originaluppsättningen på Broadway 1956.

My Fair Lady är en amerikansk musikal/operett från 1956 av Frederick Loewe (musik) och Alan Jay Lerner (text), baserad på Bernard Shaws pjäs Pygmalion. Musikalen följer, förutom tillägget av ett antal musiknummer, i vissa avsnitt pjäsen nästan replik för replik – men den innehåller också helt nyskrivna passager och ett par större ändringar, i synnerhet den berömda justeringen av slutet.
Handlingen rör sig kring den cockneypratande blomsterflickan Eliza Doolittle i början av 1900-talet. För att komma upp sig i livet tar hon privata tallektioner av fonetikprofessorn Henry Higgins. I originaluppsättningarna på Broadway och i London spelades rollerna av Rex Harrison och Julie Andrews.
Musikalens premiär på Broadway 1956 blev både en kritikerhyllad och publik framgång. Den satte rekord som den flest spelade uppsättningen alla kategorier på Broadway. My Fair Lady sattes senare upp i London med lika stor succé och följdes av en lika populär filmatisering, My Fair Lady, samt otaliga uppsättningar runt om i världen. Den har kallats för den "perfekta musikalen".

## Historia
I mitten av 1930-talet köpte filmproducenten Gabriel Pascal filmrättigheterna till flera av George Bernard Shaws pjäser, däribland Pygmalion. Men Shaw, som hade haft dåliga erfarenheter med Chokladsoldaten (en wieneroperett byggd på hans pjäs Arms and the Man), vägrade ge tillstånd att omvandla Pygmalion till en musikal. Efter Shaws död 1950 bad Pascal librettisten Alan Jay Lerner att skriva librettot. Lerner gick med på detta och tillsammans med sin kompanjon Frederick Loewe påbörjades arbetet. Men de insåg snart att pjäsen motsatte sig flera av de oskrivna reglerna för en musikal: huvudhandlingen var ingen kärlekshistoria, det fanns ingen sidohandling eller kompletterande kärlekshistoria och det fanns ingen utrymme för ensemblespel. Librettisten Oscar Hammerstein II, som tillsammans med Richard Rodgers också hade försökt sig på att göra en musikal av Pygmalion men fått ge upp, sa till Lerner att det var omöjligt att omvandla pjäsen till en musikal. Lerner och Loewe övergav projektet i två år.
Under denna tid avbröts samarbetet mellan Lerner och Loewe, och Pascal dog. Lerner hade försökt sig på att göra en musikal av Knallhatten då han läste Pascals dödsruna och kom att tänka på Pygmalion igen. Efter att han hade återförenats med Loewe föll bitarna på plats. De till synes oöverstigliga hindren som hade stått i deras väg två år tidigare försvann då de insåg att pjäsen egentligen fordrade få ändringar (enligt Lerner) förutom "tillägget av handling mellan pjäsakterna". De satte igång med att skriva verket. Chase Manhattan Bank var i besittning av Pascals tillgångar och musikrättigheterna till Pygmalion efterfrågades av såväl Lerner och Loewe samt Metro-Goldwyn-Mayer vars chefer sa till Lerner att överge alla planer på att utmana företaget. Loewe sa "Vi skriver showen utan rättigheterna och när den tiden kommer för dem att avgöra vem som ska ha rättigheterna kommer vi ha ett så stort försprång före alla andra att de kommer bli tvingade att ge oss rättigheterna." Lerner och Loewe arbetade i fem månader med att anställa tekniska medarbetar och göra rollbesättningar. I slutändan gav banken dem de musikaliska rättigheterna.
Lerner fastnade för titeln My Fair Lady som dels var Shaws undertitel för Pygmalion (Fair Eliza), dels slutraden i varje vers av barnramsan "London Bridge Is Falling Down". Då Lerner erinrade sig att George Gershwins musikal Tell Me More från 1925 hade haft titeln My Fair Lady i landsortsuppsättningarna, samt haft ett musiknummer med samma titel, ringde han till Gershwins bror Ira för att förvarna honom om användandet av titeln.
Noël Coward fick först erbjudandet att spela Henry Higgins men tackade nej och tipsade producenterna om Rex Harrison. Efter många förhandlingar accepterade Harrison rollen. Mary Martin var också ett tidigt förslag för rollen som Eliza Doolittle men tackade också nej. Den unga aktrisen Julie Andrews "upptäcktes"  och fick rollen som Eliza efter det att Lerner och Loewe hade sett henne i hennes debut på Broadway i musikalen The Boy Friend. Moss Hart gick med på att regissera efter att endast ha hört två sånger. De erfarna musikerna Robert Russell Bennett och Philip J. Lang fick uppdraget att göra musikarrangemangen och showen började repeteras.
Musikalen innehåller flera scener som Shaw ursprungligen hade skrivit speciellt för 1938 års filmatisering av pjäsen, Pygmalion, däribland ambassadörsbalen och filmens slut snarare än Shaws pjässlut. Affischen till musikalen ritades av Al Hirschfeld där Shaw avbildas som en himmelsk dockmakare som drar i Henry Higgins trådar som i sin tur försöker kontrollera Eliza Doolittle.

## Uppsättningar

### Originaluppsättningen på Broadway
Musikalen sattes först upp på prov på Shubert Theatre i New Haven. Vid den första förhandsvisningen deklarerade Rex Harrison, som var ovan vid att sjunga inför en orkester, "att han inte under några omständigheter skulle spela den kvällen... med de där 32 inkräktarna i orkesterdiket". Han låste in sig i sin loge och kom ut först när det återstod mindre än en timme till ridån gick upp. Alla medverkande hade skickats hem men fick order om att inställa sig och premiären blev en succé. My Fair Lady spelades sedan i fyra veckor på Erlanger Theatre i Philadelphia med start den 15 februari 1956.
Den riktiga premiären ägde rum den 15 mars 1956 på Mark Hellinger Theatre i New York. Senare flyttades den till Broadhurst Theatre och sedan till The Broadway Theatre där den lades ned den 29 september 1962 efter 2717 föreställningar, vilket då var ett rekord i antal spelade föreställningar på Broadway. Moss Hart regisserade och Hanya Holm koreograferade. Förutom stjärnorna Rex Harrison, Julie Andrews och Stanley Holloway bestod originaluppsättningen av Robert Coote, Cathleen Nesbitt, John Michael King och Reid Shelton. Harrison ersattes av Edward Mulhare i november 1957 och Sally Ann Howes ersatte Andrews i februari 1958.
LP-inspelningen av Broadwayföreställningen släpptes den 2 april 1956 och blev det mest sålda albumet i USA 1956.

### Originaluppsättningen i London
Uppsättningen i West End hade premiär den 30 april 1958 på Drury Lane Theatre där den spelades i fem och ett halvt år (2281 föreställningar). Harrison, Andrews, Coote och Holloway repriserade alla sin roller. Harrison lämnade föreställningen i mars 1959, följd av Andrews i augusti 1959 och Holloway i oktober 1959.

## Huvudroller och rollbesättningshistoria
| Karaktär               | Broadway (1956)    | West End (1958)  | Broadway (1976)   | West End (1979)  | Broadway (1981)  | Broadway (1993)     | West End (2001)     | Hollywood Bowl (2003) | Broadway (2018)    |
| ---------------------- | ------------------ | ---------------- | ----------------- | ---------------- | ---------------- | ------------------- | ------------------- | --------------------- | ------------------ |
| Eliza Doolittle        | Julie Andrews      | Julie Andrews    | Christine Andreas | Liz Robertson    | Nancy Ringham    | Melissa Errico      | Martine McCutcheon  | Melissa Errico        | Lauren Ambrose     |
| Henry Higgins          | Rex Harrison       | Rex Harrison     | Ian Richardson    | Tony Britton     | Rex Harrison     | Richard Chamberlain | Jonathan Pryce      | John Lithgow          | Harry Hadden-Paton |
| Alfred P. Doolittle    | Stanley Holloway   | Stanley Holloway | George Rose       | Peter Bayliss    | Milo O'Shea      | Julian Holloway     | Dennis Waterman     | Roger Daltrey         | Norbert Leo Butz   |
| Mrs. Higgins           | Cathleen Nesbitt   | Zena Dare        | Brenda Forbes     | Anna Neagle      | Cathleen Nesbitt | Dolores Sutton      | Caroline Blakiston  | Rosemary Harris       | Diana Rigg         |
| Överste Hugh Pickering | Robert Coote       | Robert Coote     | Robert Coote      | Richard Caldicot | Jack Gwillim     | Paxton Whitehead    | Nicholas Le Prevost | Paxton Whitehead      | Allan Corduner     |
| Freddy Eynsford-Hill   | John Michael King  | Leonard Weir     | Jerry Lanning     | Peter Land       | Nicholas Wyman   | Robert Sella        | Mark Umbers         | Kevin Early           | Jordan Donica      |
| Mrs. Pearce            | Philippa Bevans    | Betty Woolfe     | Sylvia O'Brien    | Betty Paul       | Marian Baer      | Glynis Bell         | Patsy Rowlands      | Lauri Johnson         | Linda Mugleston    |
| Zoltan Karpathy        | Christopher Hewett | Max Oldaker      | John Clarkson     | Kalman Glass     | Jack Sevier      | James Young         | Sevan Stephan       |                       | Manu Narayan       |

## Handling
Se även Pygmalion (pjäs)
Handlingen kretsar liksom i pjäsen runt den excentriske fonetikprofessorn Henry Higgins, som slår vad om att han kan förvandla den smutsiga blomsterflickan Eliza Doolittle till en fin dam, genom att ersätta hennes extrema Cockneydialekt, med en aristokratisk. Experimentet lyckas, men råkar bryta ner Eliza till grunden, eftersom Higgins visserligen arbetat om hennes dialekt, men missat att hon samtidigt också utvecklats som person – och fortsätter behandla henne som försöksmaterial. Pjäsen är en skarp satir över ytlighetsfixeringen hos den dåtida överklassen.

## Ändringen av slutet
Shaw hade hela tiden avsett att Eliza skulle lämna Higgins i slutet av Pygmalion, för att gifta sig med den enfaldige Freddy Eynsford-Hill, men fann att många gärna ville tolka slutet annorlunda. I den brittiska filmatiseringen av Pygmalion 1938 ändrades slutet så att Eliza fick återvända till Higgins i en tillagd scen. Härifrån kommer också den berömda slutrepliken ("var fan är mina tofflor?"), som visar att Higgins trots allt inte ändrat inställning om henne. Shaw reagerade starkt mot ändringen i filmen, och tog sig för att skriva ett efterord i en ny utgåva av pjäsen där han förklarar att brytningen är definitiv och att Eliza gifter sig med Freddy.

## En framgångssaga
Föreställningen, som hade premiär den 15 mars 1956, blev en långkörare på Broadway 1956-1962 och i London från 1958. I bägge uppsättningar gjordes huvudrollerna som Henry Higgins, Eliza Doolittle och hennes far Alfred P. Doolittle av Rex Harrison och Julie Andrews respektive Stanley Holloway. Rekordlång speltid fick musikalen också på Oscarsteatern i Stockholm 1959-61 med Jarl Kulle och Ulla Sallert i huvudrollerna. Även Stora Teatern i Göteborg, Riksteatern, Nöjesteatern i Malmö och Östgötateatern i Norrköping har haft stora framgångar med musikalen. Den filmades 1964 med Harrison och Holloway men med Andrews utbytt mot den då mer kända Audrey Hepburn, se My Fair Lady (film).

## My Fair Lady i Norden
Efter att My Fair Lady hade haft premiär i New York och London spelades den först i Norden av alla andra länder i världen. Detta var på grund av att den svenske teaterproducenten Lars Schmidt lyckades få ensamrätt på alla uppsättningar av musikalen i Europa, vilket han utnyttjade till fullo. Schmidt producerade My Fair Lady på Oscarsteatern i koalition med Sandrew-koncernen och teaterdirektör Nils Perne, med premiär 14 februari 1959 (sista föreställningen 11 juni 1961 ) och i svensk översättning av Gösta Rybrant. Samma år, 3 december, presenterades pjäsen på Svenska Teatern i Helsingfors i regi av Gösta Folke och finlandssvensk bearbetning av revyförfattaren Cab Brunila. I samarbete med lokala teaterdirektörer producerade Schmidt därefter musikalen i Köpenhamn och Oslo, med premiärer den 2 och 4 januari 1960, i översättning av Holger Bech och Arvid Müller respektive André Bjerke. Den svenska och danska uppsättningen regisserades av den danske regissören och koreografen Sven Aage Larsen, den norska av Alfred Solaas och Ivo Cramér. 
Alla produktioner blev stora framgångar, men Schmidts vilja att efterlikna originaluppsättningen fick många att kritisera projekten som ’paketteater’. Numera är det en norm när det gäller högkommersiell musikteater att nyuppsättningar ska vara kopior in i minsta detalj (som till exempel The Phantom of the Opera). De nordiska uppsättningarna kopierade bara scenografi och kläder, medan Larsen härmade danser och delar av iscensättningen så gott han kunde, utan ersättning till upphovsmännen. I valet av skådespelare försökte man också efterlikna originalet: För rollen som Higgins engagerades skådespelare med klassisk erfarenhet: Jarl Kulle, Leif Wager, Mogens Wieth och Georg Løkkeberg, medan fadern Alfred P. Doolittle spelades av folkkära revyskådespelare: Eric Stolpe, Nils Brandt, Osvald Helmuth och Henki Kolstad. Eliza i Stockholm och Köpenhamn gestaltades av vana operettprimadonnor, Ulla Sallert och Gerda Gilboe, medan Mona Hofland i Oslo mest spelat talteater och Liisa Tuomi i Helsingfors gjort musikalroller på sitt modersmål finska men nu debuterade på svenska.
På isländska och finska spelades musikalen 1962, i Reykjavik och Åbo utan att Schmidt producerade. Han ägnade sig i stället åt att vara "handelsresande i My Fair Lady" i Europa, som man sade. Mellan 1960 och 1963 producerade han My Fair Lady i Nederländerna (Amsterdam, Rotterdam och Haag), Belgien (Bryssel och Antwerpen), Tyskland (Västberlin, München, Hamburg, Frankfurt am Main), Italien (Milano och Rom) och Österrike (Wien). Nästan överallt var det Larsen som regisserade, med hjälp av tolk. Hans krav, som ägare av de europeiska rättigheterna, att kostymer och scenografi skulle kopieras kvarstod till 1967.

## Lista över svenska uppsättningar
| Premiär | Teater                                | Regi                                        | Henry Higgins                   | Eliza Doolittle    | Alfred P. Doolittle          | Överste Hugh Pickering | Mrs Higgins           | Freddy Eynsford-Hill | Mrs Pearce       | Zoltan Karpathy |
| ------- | ------------------------------------- | ------------------------------------------- | ------------------------------- | ------------------ | ---------------------------- | ---------------------- | --------------------- | -------------------- | ---------------- | --------------- |
| 1959    | Oscarsteatern                         | Sven Aage Larsen                            | Jarl Kulle                      | Ulla Sallert       | Eric Stolpe                  | Georg Funkquist        | Renée Björling        | Per Lindqvist        | Marianne Nielsen | Åke Jensen      |
| 1960    | Malmö Stadsteater                     | Gösta Folke                                 | Olof Bergström/ Folke Sundquist | Maj Lindström      | Åke Lindström                | Åke Askner             | Dagny Lind            | Jörgen Barwe         | Jullan Kindahl   |                 |
| 1961    | Lorensbergs Cirkus                    | Lauritz Falk/ Carl-Gustaf Kruuse af Verchou | Per Grundén                     | Harriet Forssell   | Åke Grönberg                 | Lauritz Falk           | Anna-Lisa Ryding      | Per Elam             | Nina Scenna      |                 |
| 1972    | Malmö Stadsteater                     | Gösta Folke                                 | Folke Sundquist                 | Birgitta Smiding   | Egon Larsson                 | Nils Bäckström         |                       |                      | Lili Landre      |                 |
| 1977    | Oscarsteatern                         | Henny Mürer                                 | Jarl Kulle                      | Anna Sundqvist     | Olof Thunberg                | Sigge Fürst            | Barbro Hiort af Ornäs | Bernhard Sundh       | Fillie Lyckow    | Peter Harryson  |
| 1981    | Arbisteatern                          | Peter P. Zwartjes                           | Berndt Uthas                    | Inger Samuelsson   | Nenne Peterson               |                        |                       |                      |                  |                 |
| 1987    | Malmö Stadsteater                     | Arne Strömgren                              | Lars Humble                     | Marianne Mörck     | Bengt Strandberg             | Nils Bäckström         |                       |                      |                  |                 |
| 1989    | Stora Teatern                         | Runar Borge                                 | Hans Josefsson                  | Suzanne Brenning   | Stefan Ljungqvist            |                        |                       |                      |                  |                 |
| 1995    | Nöjesteatern                          | Claes Sylwander                             | Jan Malmsjö                     | Sofie Lindberg     | Anders Aldgård               | Stig Grybe             | Maj Lindström         | Ulf Källvik          |                  |                 |
| 1998    | Oscarsteatern                         | Staffan Aspegren                            | Loa Falkman                     | Anna-Lena Hemström | Tomas Bolme                  | Stefan Ekman           | Berit Carlberg        |                      |                  |                 |
| 2001    | Kristianstads teater                  | Jan Hertz                                   | Björn Forsberg                  | Annica Edstam      | Janne ”Loffe” Carlsson       |                        |                       |                      |                  |                 |
| 2004    | Östgötateatern                        | Hans Wigren                                 | Sven Angleflod                  | Nina Norblad       | Jörgen Mulligan              |                        |                       |                      |                  |                 |
| 2004    | Eskilstuna stadsteater                | Annabelle Rice                              | Stefan Lallander                | Cecilia Forsberg   | Åke Larsson                  |                        |                       |                      |                  |                 |
| 2006    | Linneateatern i Växjö                 | Sonja Gube                                  | Anders Nilsson                  | Anna Tornehagen    | Lasse Brandeby               |                        |                       |                      |                  |                 |
| 2007    | Göteborgsoperan                       | Rikard Bergqvist                            | Fredrik Lycke                   | Thérèse Andersson  | Erik Gullbransson            |                        |                       |                      |                  |                 |
| 2008    | Oscarsteatern                         | Tomas Alfredson                             | Tommy Körberg                   | Helen Sjöholm      | Jan Malmsjö                  | Michael Segerström     | Monica Nielsen        | Christopher Wollter  |                  | Henrik Dorsin   |
| 2011    | Munktorpsteatern i Köping             | Pia-Kari Karlsson                           | Torgny Hellberg                 | Anna von Walden    | Rolf Hagelin                 |                        |                       |                      |                  |                 |
| 2016    | Helsingborgs stadsteater/ Malmö Opera | Anna Novovic                                | Lindy Larsson                   | Annica Edstam      | Bengt Krantz                 |                        |                       |                      |                  |                 |
| 2016    | Säffleoperan                          | Mattias Palm                                | Daniel Träff                    | Jenny Bergqvist    | Thomas Kilhström             |                        |                       |                      |                  |                 |
| 2017    | Kulturhuset Stadsteatern              | Elisa Kragerup                              | Johan Rabaeus/ Rolf Lydahl      | Nina Zanjani       | Magnus Uggla/ Björn Kjellman |                        |                       |                      |                  |                 |

## Sånger

### Akt 1
- Kan inte engelsmännen tala rent? - Higgins
- Det vore välan f'r'underbart - Eliza och Cockneys
- Med en gnutta flax - Doolittle, Harry och Jamie
- En enkel vanlig man - Higgins
- Med en gnutta flax (repris) - Dootlittle och Cockneys
- Vänta ni, Henry Higgins! - Eliza
- Den spanska räven - Eliza, Higgins och Pickering
- Jag kunde dansa så - Eliza, Mrs Pearce och tjänsteflickor
- Ascot Gavotte - Åskådare vid kapplöpningsbanan

### Akt 2
- I dina kvarter - Freddy
- Du gjorde't - Pickering, Higgins, Mrs Pearce och tjänare
- Vänta ni, Henry Higgins! (repris) - Eliza
- I dina kvarter (repris) - Freddy
- Det vore välan f'r'underbart (repris) - Eliza och Cockneys
- För mig till min brud i tid - Dootlittle, Harry, Jamie och Cockneys
- Lovsång till mannen - Higgins
- Utan dig - Eliza och Higgins
- Jag blev så van vid att hon fanns - Higgins

## Diskografi (urval)
- My fair lady. Andrews, Harrison, Holloway, King. Allers, dirigent. Sony mono SMK 89997. cd.[34]
- My fair lady ; Annie get your gun. Kerstin Dellert, Lars Lönndahl. Mats Olsson kör och orkester. RCA International Camden YSJL 1-507. LP. 1959.